# Jacobus Vide
Jacobus Vide, ook: Jacques Vide (fl. 1405 – 1433) was een Henegouwse polyfonist uit de overgangsperiode tussen middeleeuwen en vroege renaissance. Hij vertegenwoordigt de eerste fase van de Bourgondische School. Zijn loopbaan speelde zich af onder het bestuur van de hertogen van Bourgondië Jan zonder Vrees en Filips de Goede.

## Leven
Jacobus Vide was een geestelijke uit het bisdom Doornik. Zijn naam wordt voor het eerst opgetekend in het archief van de kathedraal van Notre-Dame in Parijs, in 1405. Daar was hij waarschijnlijk koorjongen; er bestaat echter onzekerheid over zijn naam. Op 27 oktober 1410 wordt Vide tot kanunnik aangesteld bij de Sint-Donaaskerk in Brugge, op grond van een besluit van tegenpaus Johannes XXIII, die slechts door enkelen onder wie de hertog van Bourgondië werd erkend. Omstreeks diezelfde periode kan hij zanger zijn geweest aan de kapel van tegenpaus Johannes XXIII. Later werd Vide proost van de kerk van Nijvel. Zijn dienst aan het Bourgondische hof begon ergens tussen die periode en december 1423, toen hij opgetekend stond als valet de chambre (kamerheer) van Filips de Goede. In 1426 kreeg hij de taak toebedeeld twee koorknapen te onderrichten en te verzorgen. In 1428 klom hij op tot secretaris van Filips de Goede en kreeg hij een klein orgel. Ondanks zijn compositorische begaafdheid werd Vide nooit lid van de hofkapel. Over zijn bezigheden na 1433 staat niets vast; hij werd in dat jaar voor het laatst in de rekeningen van het hof vermeld.
De acht van hem overgeleverde werken zijn alle rondelen, wereldlijke Franse liederen, een geliefd genre bij de Bourgondische hertogen. De stijl van zijn chansons (liederen) is veeleer eenvoudig. Ze zijn enigszins ongewoon in vergelijking met de overige muziek uit die tijd, in de mate waarin ze vrij gebruikmaken van dissonantie. Naast door de aanmerkelijke verscheidenheid van de melodie, worden ze bovendien gekenmerkt door het veelvuldige gebruik van kruisritmes. Korte frasen worden door overlappende cadansen met elkaar verbonden. Al de kenmerkende cadansen van die tijd — de Landinicadans, de Bourgondische cadans en de V-I-cadans waar de laagste stem een octaaf hoger springt om parallelle kwinten te vermijden — zijn gemeengoed in Vides muziek.
Een van de meer enigmatische liederen is een driestemmig rondeau, "Las, j'ay perdu mon espincel", waarin de bovenste stemmen, de superius en de tenor, volledig staan uitgeschreven, maar waar de contratenor open is gelaten. Aangezien het handschrift zorgvuldig lijkt te zijn voorbereid, is het waarschijnlijk dat de ontbrekende partij vrij mocht worden ingevuld. Het was een woordspeling op de liedtekst "j'ay perdu mon" (ik verloor mijn ...). De zanger, vertrouwd met improvisatie zowel als van het blad zingen, zou dan zelf ter plaatse het ontbrekende hebben moeten invullen

## Oeuvre
- Van Vide zijn de volgende 8 twee- tot vierstemmige chansons bewaard:
  - Amans doubles
  - Espoir m’est venu conforter
  - Et c’est asses
  - Il m’est si grief
  - Las! ja‘y perdu mon espincel
  - Puisque je n’ay plus de maystresse
  - Qui son cuer met a dame
  - Vit encore ce faux dangier.